# Carl Suneson
Carl José Suneson (Las Palmas de Gran Canaria, Canarias, España, 22 de julio de 1967) es un golfista español. Hijo de madre británica y de padre sueco. Pasó al profesionalismo en el año 1990, ganando desde entonces 1 torneo del Circuito Europeo. Ha disputado además 2 Majors.

## Victorias como profesional (7)

### Circuito Europeo (1)
- 2007: (1) Open de Saint-Omer

### Circuito Challenge (6)
- 1995: (1) Rolex Pro-Am
- 1999: (3) Comunitat Valenciana Challenge de España, Rolex Trophy, The Beazer Homes Challenge Tour Championship
- 2005: (1) Apulia San Domenico Grand Final
- 2007: (1) Open de Saint-Omer

## Resultados en los grandes
| Torneo               | 1996 | 1997 | 1998 |
| -------------------- | ---- | ---- | ---- |
| Masters de Augusta   | DNP  | DNP  | DNP  |
| US Open              | DNP  | DNP  | DNP  |
| Abierto Británico    | T63  | DNP  | CUT  |
| Campeonato de la PGA | DNP  | DNP  | DNP  |

CUT = No pasó el corte

DQ = Descalificado

"T" indica: empatado con otros.

Fondo amarillo indica puesto entre los 10 primeros (top-10).